# Ebo Smith
Ebo Smith (* 31. Dezember 1965) ist ein ehemaliger ghanaischer Fußballspieler auf der Position eines Mittelfeldspielers, der zumeist als Flügelspieler eingesetzt wurde.

## Karriere
Ebo Smith wurde am 31. Dezember 1965 geboren und war in den 1980er und 1990er Jahren als Fußballspieler auf höchster Landesebene aktiv. Als Spieler von Eleven Wise aus Sekondi schaffte er in den 1980er Jahren den Sprung in die A-Nationalmannschaft Ghanas. Für diese kam er in weiterer Folge bis Mitte der 1990er Jahre in mindestens elf Länderspielen zum Einsatz und erzielte dabei zwei Tore, wobei jedoch nicht alle Spiele von der FIFA anerkannt werden. Der erste nachweisbare Einsatz für die Ghanaer war im Zuge deren Teilnahme am Fajr International Tournament 1986, das zwischen 13. und 21. Februar 1986 ausgetragen wurde und an dem acht verschiedene Mannschaften teilgenommen hatten. Im Laufe des Turniers kam er in vier Spielen zum Einsatz, schied mit der Mannschaft im Semifinale gegen den Iran aus und gewann das anschließende Spiel um Platz 3 mit 1:0 über die B-Mannschaft der rumänischen U-21-Nationalauswahl, wobei er in der 87. Spielminute den Siegestreffer erzielte. Davor hatte er im Turnier bereits in einem Gruppenspiel gegen eine Provinzauswahl von Chuzestan ein Tor erzielt. Ein Jahr zuvor hatte er mit einer ghanaischen Juniorenauswahl am Merdeka Tournament in Malaysia teilgenommen und dabei bei einem 3:1-Sieg über Swansea City zwei Treffer beigesteuert. Die Black Meteors, deren Altersdurchschnitt bei 19 Jahren lag, belegten in der Gruppenphase hinter Malaysia den zweiten Platz in der Gruppe A, schied danach jedoch im Semifinale mit 1:2 gegen den America FC aus Rio de Janeiro aus dem Turnier aus.
Etwa ein Jahr nach seiner Teilnahme am internationalen Turnier im Iran vertrat Smith sein Heimatland bei der Westafrikameisterschaft des Jahres 1987, das Ghana am Ende zum fünften Mal in Folge gewann. Noch im selben Jahr kam er in zumindest zwei Qualifikationsspielen zum Fußballturnier der Olympischen Sommerspiele 1988 zum Einsatz. Während er im ersten Spiel gegen Kamerun noch torlos geblieben war, erzielte er im nachfolgenden Rückspiel der zweiten Qualifikationsrunde beim 2:2-Remis vor rund 80.000 Zusehern ein Tor für sein Heimatland. In der entscheidenden dritten Runde scheiterte er mit Ghana nur knapp mit einem Gesamtergebnis von 1:2 gegen Sambia. In den späten 1980er und frühen 1990er Jahren verläuft sich seine Spur etwas, jedoch taucht er noch in einem Mannschaftsfoto der ghanaischen Nationalmannschaft aus dem Jahr 1989 auf. Erst Ende des Jahres 1992 scheint Smith in den international bekannten Statistikseiten wieder mit Länderspieleinsätzen für Ghana auf. Bei der Qualifikation zur Weltmeisterschaft 1994 kam er nachweislich zumindest in einem Spiel gegen Algerien zum Einsatz und war auch in anderen Qualifikationsspielen im Kader. Ein Länderspieleinsatz gegen Indonesien Anfang Februar 1993 ist der letzte nachweisbare Nationalteameinsatz Smiths. Nachdem er am Anfang seiner Karriere bei Eleven Wise gespielt hatte, wechselte er später zum Stadtrivalen Hasaacas, bei dem er zumindest Ende der 1990er Jahre aktiv gewesen war. Über den weiteren Karriereweg und den heutigen Verbleib ist nichts Näheres bekannt.